# Ли, Ричард Генри
Ричард Генри Ли (20 января 1732, Стратфорд-Холл, колония Вирджиния — 19 июня 1794, Шантильи, Уэстморленд) — американский политик, участник Войны за независимость США, 12-й президент Континентального конгресса.

## Ранние годы
Был одним из пяти сыновей Томаса Ли(1690–1750), полковника и губернатора Вирджинии, потомка старинного рода, первым представителем которого на американском континенте был Ричард Ли, член тайного совета, в начале правления Карла I эмигрировавший в Вирджинию. Его матерью была Ханна Харрисон Ладвелл (1701–1750).
Ричард Генри Ли получил академическое образование в Англии, в грамматической школе королевы Елизаветы в Уэйкфилде, отправившись туда в 1748 году; затем, проведя некоторое время в путешествиях, вернулся в Вирджинию в 1753 году, вступив вместе с братьями во владение имением, оставленным ему его отцом, и в течение нескольких лет занимался различными научными исследованиями.

## Карьера
В возрасте двадцати пяти лет был назначен мировым судьёй в округ Уэстморленд и в том же году был избран членом вирджинской Палаты бюргеров, где работал с 1758 по 1775 год. В течение двух сессий не выступал; его первая речь содержала в себе ярко выраженный протест против рабства, которое он предлагал сокращать и в конечном счёте ликвидировать путём введения крупного налога на все вновь ввозимые партии рабов. Рано вступил в союз с вирджинскими вигами, имевшими патриотические взгляды, а в годы, непосредственно предшествовавшие Войне за независимость, выделялся как противник произвольных мер со стороны британской администрации. В 1768 году в письме к Джону Дикинсону из Пенсильвании предложил частную переписку между сторонниками независимости в различных колониях, а в 1773 году стал членом нелегального вирджинского Комитета корреспонденции.
Ли был одним из делегатов от Вирджинии на Первом Континентальном конгрессе в Филадельфии в 1774 году и подготовил обращение к народу Британской Северной Америки, а также обращение к народу Великобритании, ставшие одними из самых значительных подобных работ того времени. В соответствии с указаниями вирджинской Палаты бюргеров Ли представил в Конгрессе 7 июня 1776 года известные резолюции о независимости колоний. После обсуждения первой из этих резолюций на протяжении трёх дней Конгресс постановил, что её дальнейшее рассмотрение следует отложить до 1 июля, но что при этом должен быть назначен комитет для подготовки Декларации о независимости. Болезнь жены Ли помешала ему стать членом этого комитета, но первая предложенная им резолюция была принята 2 июля, а Декларация независимости США, подготовленная главным образом Томасом Джефферсоном, была принята через два дня. Ли работал в Конгрессе с 1774 по 1780 год и занимался в первую очередь вопросами международных отношений. Он был членом вирджинской Палаты делегатов в 1777, 1780—1784 и 1786—1787 годах; снова работал в Конгрессе с 1784 по 1787 год, будучи его президентом в 1784—1786 годах, и был одним из первых сенаторов Соединённых Штатов, избранных от Вирджинии после принятия федеральной конституции. Хотя он решительно выступал против принятия этой конституции, поскольку считал её опасной угрозой независимости властей штатов, но принял должность сенатора в надежде внести в неё поправки и предложил Десятую поправку, которая затем была принята в значительной степени в том виде, в котором была им сформулирована. Был горячим сторонником администрации Вашингтона, а его предубеждения против конституции в значительной степени исчезли после начала её действия на практике. Ушёл из общественной жизни в 1792 году.

## Семья
5 декабря 1757 года Ли женился на Энн Эйлетт (1738 - 1768), дочери Уильяма Эйлетта и Элизабер Эскридж. Она умерла в Шантильи в 1768 году. У Ли и Энн было шесть детей, четверо из которых дожили до взрослого возраста. Летом 1769 года Ли повторно женился на Энн Пинкард. У них было семь детей, из которых детский возраст пережили пятеро.

## Образ в кино
- «Джон Адамс» (2008)
- «1776[англ.]» (1972)